# Mary French Sheldon
Mary French Sheldon, född 1847, död 1936, var en amerikansk författare och äventyrare. Hon är känd för sina resor i Afrika från 1890-talet, som hon sedan skildrade i bokform.